# Valentin Atanasov
Pour les articles homonymes, voir Atanasov.
Valentin Atanassov, né le 7 mai 1961, est un ancien sprinteur bulgare. Il a remporté trois médailles européennes en salle. Il se reconvertit dans le bobsleigh et participe aux Jeux olympiques de 1992 et 1994.

## Palmarès

### Championnats d'Europe d'athlétisme en salle
- Championnats d'Europe d'athlétisme en salle de 1982 à Milan (Italie)
  -  Médaille d'argent sur 60 m
- Championnats d'Europe d'athlétisme en salle de 1983 à Budapest (Hongrie)
  -  Médaille de bronze sur 60 m
- Championnats d'Europe d'athlétisme en salle de 1987 à Liévin (France)
  - 5e sur 60 m
- Championnats d'Europe d'athlétisme en salle de 1988 à Budapest (Hongrie)
  -  Médaille de bronze sur 60 m